# NGC 3389
NGC 3389 (również NGC 3373, PGC 32306 lub UGC 5914) – galaktyka spiralna (Sc), znajdująca się w gwiazdozbiorze Lwa.
Została odkryta 11 marca 1784 roku przez Williama Herschela, jego obserwacja została skatalogowana przez Johna Dreyera jako NGC 3389. 23 marca 1830 roku obserwował ją John Herschel, jednak błędnie obliczył jej pozycję, a w wyniku tej pomyłki skatalogował ją jako nowo odkryty obiekt; Dreyer skatalogował tę obserwację pod numerem NGC 3373.
W galaktyce tej zaobserwowano supernowe SN 1967C i SN 2009md.